# 溟海豹属
溟海豹属（学名：Pontophoca）是海豹科下的一个属。

## 下属物种
本属包括以下物种：
- 日德兰溟海豹 Pontophoca jutlandica Koretsky et al., 2014
- 萨尔马提亚溟海豹 Pontophoca sarmatica Alekseev, 1924
- 西苗氏溟海豹 Pontophoca simionescui Kretzoi, 1941，西苗内斯库溟海豹